# デッサ
デッサ（Dessa、1981年5月23日 - ）は、アメリカ合衆国のラッパー、歌手、著作家である。ヒップホップ集団のDoomtreeに所属している。

## 経歴
1981年5月23日、ミネソタ州ミネアポリスに生まれる。プエルトリコ人の母親とドイツ人の父親をもつ。ミネソタ大学で哲学を学んだ。
2005年、EP『False Hopes』をリリースして注目を集める。2009年、短編集『Spiral Bound』で著作家デビューを果たした。2010年、デビュー・アルバム『A Badly Broken Code』をリリースした。2011年に『Castor, the Twin』、2013年に『Parts of Speech』をリリースした。

## ディスコグラフィー

### アルバム
- A Badly Broken Code （2010年）
- Castor, the Twin （2011年）
- Parts of Speech （2013年）
- Chime （2018年）

### EP
- False Hopes （2005年）
- Parts of Speech, Re-Edited （2014年）

### シングル
- "Matches to Paper Dolls ('Caster, the Twin' Mix)" （2013年）
- "Warsaw" （2013年）
- "Call Off Your Ghost" （2013年）
- "Quinine" （2016年）
- "Good Grief" （2017年）
- "Fire Drills" （2017年）

## ビブリオグラフィー
- Spiral Bound （2009年）
- Sleeping with Nikki （2011年）
- Are You Handsome （2013年）
- A Pound of Steam （2013年）